# Джордан Берроуз
Джордан Берроуз  (англ. Jordan Burroughs, 8 липня 1988) — американський борець вільного стилю, п'ятиразовий чемпіон світу, чотириразовий переможець Панамериканських чемпіонатів, триразовий чемпіон Панамериканських ігор, триразовий володар Кубків світу, олімпійський чемпіон.

## Спортивні результати на міжнародних змаганнях

### Виступи на Олімпіадах
| Змагання                    | Збірна | Вагова категорія          | Місце  |
| --------------------------- | ------ | ------------------------- | ------ |
| Літні Олімпійські ігри 2012 | США    | вільна боротьба, до 74 кг | Золото |
| Літні Олімпійські ігри 2016 | США    | вільна боротьба, до 74 кг | 9      |

### Виступи на Чемпіонатах світу
| Змагання                        | Збірна | Вагова категорія          | Місце  |
| ------------------------------- | ------ | ------------------------- | ------ |
| Чемпіонат світу з боротьби 2011 | США    | вільна боротьба, до 74 кг | Золото |
| Чемпіонат світу з боротьби 2013 | США    | вільна боротьба, до 74 кг | Золото |
| Чемпіонат світу з боротьби 2014 | США    | вільна боротьба, до 74 кг | Бронза |
| Чемпіонат світу з боротьби 2015 | США    | вільна боротьба, до 74 кг | Золото |
| Чемпіонат світу з боротьби 2017 | США    | вільна боротьба, до 74 кг | Золото |
| Чемпіонат світу з боротьби 2018 | США    | вільна боротьба, до 74 кг | Бронза |
| Чемпіонат світу з боротьби 2019 | США    | вільна боротьба, до 74 кг | Бронза |
| Чемпіонат світу з боротьби 2021 | США    | вільна боротьба, до 79 кг | Золото |
| Чемпіонат світу з боротьби 2022 | США    | вільна боротьба, до 79 кг | Золото |

### Виступи на Панамериканських чемпіонатах
| Змагання                                   | Збірна | Вагова категорія          | Місце  |
| ------------------------------------------ | ------ | ------------------------- | ------ |
| Панамериканський чемпіонат з боротьби 2014 | США    | вільна боротьба, до 74 кг | Золото |
| Панамериканський чемпіонат з боротьби 2016 | США    | вільна боротьба, до 74 кг | Золото |
| Панамериканський чемпіонат з боротьби 2019 | США    | вільна боротьба, до 74 кг | Золото |
| Панамериканський чемпіонат з боротьби 2020 | США    | вільна боротьба, до 74 кг | Золото |
| Панамериканський чемпіонат з боротьби 2022 | США    | вільна боротьба, до 79 кг | Золото |

### Виступи на Панамериканських іграх
| Змагання                  | Збірна | Вагова категорія          | Місце  |
| ------------------------- | ------ | ------------------------- | ------ |
| Панамериканські ігри 2011 | США    | вільна боротьба, до 74 кг | Золото |
| Панамериканські ігри 2015 | США    | вільна боротьба, до 74 кг | Золото |
| Панамериканські ігри 2019 | США    | вільна боротьба, до 74 кг | Золото |

### Виступи на Кубках світу
| Змагання                    | Збірна | Вагова категорія          | Місце  |
| --------------------------- | ------ | ------------------------- | ------ |
| Кубок світу з боротьби 2012 | США    | вільна боротьба, до 74 кг | Золото |
| Кубок світу з боротьби 2013 | США    | вільна боротьба, до 74 кг | Золото |
| Кубок світу з боротьби 2014 | США    | вільна боротьба, до 74 кг | Бронза |
| Кубок світу з боротьби 2015 | США    | вільна боротьба, до 74 кг | Срібло |
| Кубок світу з боротьби 2017 | США    | вільна боротьба, до 74 кг | Срібло |
| Кубок світу з боротьби 2018 | США    | команда                   | Золото |

### Виступи на інших змаганнях
| Змагання                                     | Збірна | Вагова категорія                   | Місце  |
| -------------------------------------------- | ------ | ---------------------------------- | ------ |
| Київський Міжнародний турнір з боротьби 2011 | США    | вільна боротьба, до 74 кг          | Золото |
| Міжнародний меморіал Дейва Шульца 2012       | США    | вільна боротьба, до 74 кг          | Золото |
| Cerro Pelado International 2012              | США    | вільна боротьба, до 74 кг          | Золото |
| Турнір Олександра Медведя 2013               | США    | вільна боротьба, до 74 кг          | Золото |
| Rumble on the Rails 2013                     | США    | multiple Style Event, до LL74 кг   | Золото |
| Об'єднаний турнір з 4 видів боротьби 2013    | США    | multiple Style Event, до LL74 кг   | Золото |
| Турнір Степана Саргісяна 2013                | США    | вільна боротьба, до 74 кг          | Золото |
| Турнір Яшара Догу 2014                       | США    | вільна боротьба, до 74 кг          | Бронза |
| Турнір Олександра Медведя 2015               | США    | вільна боротьба, до 74 кг          | Золото |
| Beat the Streets 2015                        | США    | вільна боротьба, до 74 кг          | Золото |
| Турнір Яшара Догу 2016                       | США    | вільна боротьба, до 74 кг          | Золото |
| Олімпійські випробування США 2016            | США    | вільна боротьба, до 74 кг          | Золото |
| Beat the Streets 2016                        | США    | multiple Style Event, до LL74 кг   | Золото |
| Гран-прі Німеччини з боротьби 2016           | США    | вільна боротьба, до 74 кг          | Золото |
| Гран-прі Іспанії з боротьби 2017             | США    | вільна боротьба, до 74 кг          | Золото |
| Beat the Streets 2018                        | США    | multiple Style Event, до SMLL74 кг | Золото |
| Турнір Яшара Догу 2018                       | США    | вільна боротьба, до 74 кг          | Срібло |
| Турнір Дана Колова — Ніколи Петрова 2019     | США    | вільна боротьба, до 74 кг          | Золото |
| Турнір Яшара Догу 2019                       | США    | вільна боротьба, до 74 кг          | Золото |
| Grapple at the Garden 2019                   | США    | multiple Style Event, до LL74 кг   | Золото |
| Турнір Маттео Пелліконе 2021                 | США    | вільна боротьба, до 74 кг          | Срібло |
| Турнір Яшара Догу 2022                       | США    | вільна боротьба, до 79 кг          | Золото |